# Reconstruction Acts
Die vier Reconstruction Acts des Kongresses der Vereinigten Staaten vom 2. März 1867, 23. März 1867, 19. Juli 1867 und 11. März 1868 bedeutenden eine Wende in der Reconstruction-Politik nach dem Ende des Bürgerkrieges. Die ehemaligen Staaten der Konföderation wurden auf dieser Grundlage militärisch besetzt und erst nach Annahme der Zusatzartikel zur Verfassung, die den Afroamerikanern die gleichen Rechte garantieren, wieder in die Union aufgenommen. 

## Vorgeschichte
Der 14. Zusatzartikel zur Verfassung der Vereinigten Staaten vom Juni 1866 garantierte allen in den USA geborenen Personen dieselben Rechte. Die Mehrheit der Einzelstaaten hat diesen Verfassungszusatz akzeptiert. Lediglich die ehemaligen Südstaaten mit Ausnahme von Tennessee haben die Bestimmungen nicht ratifiziert.
Aus den Kongresswahlen von 1866 waren die Republikaner gestärkt hervorgegangen. Diese verfügten in beiden Kammern des Kongresses über eine Zweidrittelmehrheit und konnten damit ein Veto des Präsidenten Andrew Johnson außer Kraft setzten. Die Rekonstruktionspolitik des Präsidenten in der Zeit nach dem Krieg konnte so rückgängig gemacht werden.

## Inhalte
Das zentrale Element dieser neuen Politik des Kongresses waren die Reconstruction Acts. Diese wurden insbesondere 1867 erlassen und gegen das Veto des Präsidenten durchgesetzt. Als „Revolution von oben“ wollte man den Widerstand der alten Eliten gegen die Gleichberechtigung der Afroamerikaner brechen. Sie gingen davon aus, dass in keinem der Südstaaten, mit Ausnahme von Tennessee, eine legale Regierung vorhanden sei. Diese Gebiete seien daher als erobertes Gebiet zu betrachten. In der Folge wurden die Südstaaten in fünf Militärbezirke eingeteilt. Diese unterstanden jeweils einem Militärbefehlshaber. 
Erst wenn in den Staaten sowohl von den Weißen wie von den Afroamerikanern eine neue Regierung gewählt worden sei und die Gebiete das 13., 14. und schließlich das 15. Amendment zur Verfassung anerkannt hätten, sollte die Militärverwaltung enden und die Staaten wieder in die Union auf genommen werden. Der Präsident hat zwar die Rechtmäßigkeit der Gesetze angezweifelt, hat aber doch die Südstaaten durch 20.000 Soldaten militärisch besetzen lassen.

## Folgen
Ein Impeachmentverfahren des Kongresses gegen den Präsidenten Anfang 1868 scheiterte nur knapp. Der dann gegen Ende des Jahres neu gewählte Präsident Ulysses S. Grant unterstützte die Kongresspolitik. 
Im Laufe dieses Prozesses wurden zahlreiche Amtsträger abgesetzt und die Verfassungen der Einzelstaaten insbesondere um die Rechte der Afroamerikaner erweitert. Nachdem die Staaten den 14. und 15. Verfassungszusatz akzeptiert hatten, wurden sie bis Ende 1870 wieder in die Union aufgenommen. 